# Kerk van Zweeloo

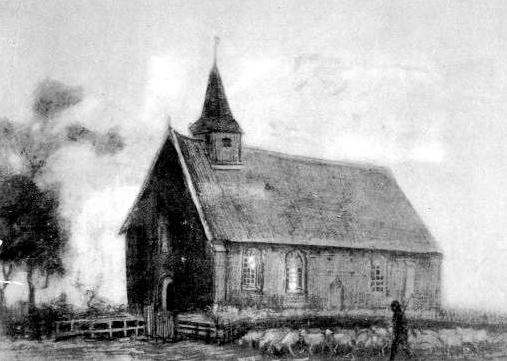
Kerk van Zweeloo door Vincent van Gogh in 1883 (west en zuidzijde)

De Hervormde kerk van de Drentse plaats Zweeloo werd gebouwd in de tweede helft van de 13e eeuw.

## Beschrijving
De kerk werd gebouwd op de fundamenten van zijn voorganger, een houten kerkje uit de 12e eeuw. Het gebouw vertoont de kenmerken van de overgangsperiode tussen de romaanse en de gotische bouwstijl. De kerk bevindt zich aan de zuidoostelijke zijde van het dorp Zweeloo net aan de rand van de bebouwde kom. De kerk zou, wellicht vanwege het bezit van de 14e-eeuwse Mariaklok, die in de dakruiter hangt, aan Maria gewijd geweest kunnen zijn. De klok draagt de tekst "UTILIS.AD.VARIA.FUNGOR.VOCOR.CLCD.MARIA", door Warmolts vrij vertaald als "ik doe dienst bij verschillende gelegenheden, men heeft mij in 1500 Maria genoemd". De klok bleef tijdens de Tweede Wereldoorlog vanwege de grote historische waarde gespaard. De ramen zijn spitsbogig met romanogotische kenmerken, maar niet allen authentiek. In de jaren 1929/1930 werd de kerk ingrijpend gerestaureerd, waarbij er nieuwe vensters werden toegevoegd.
In het interieur zijn opvallende elementen: het romaanse doopvont van Bentheimer zandsteen uit de 13e eeuw, de gotische wijwaterbak uit de 15e eeuw en de preekstoel met houtsnijwerk uit 1709. Het doopvont werd na de reformatie verwijderd uit de kerk en heeft daarna dienstgedaan als drinkbak voor vee en als slijpsteen voor messen. Het Drents Museum heeft het doopvont teruggevonden en gekocht en het vervolgens weer teruggeplaatst in de kerk van Zweeloo. Het museum beschikt nog over een oude smeedijzeren offerbus uit de 17e eeuw, die afkomstig is uit de kerk van Zweeloo. Deze offerbus werd door de kerkvoogden rond 1892 afgestaan aan het museum op verzoek van het toenmalige bestuurslid Van den Biesheuvel Schiffer.
Het kerkorgel werd in 1904 vervaardigd door de orgelbouwer Jan Proper en in 2006 gerestaureerd door de Gebroeders Reil. Het heeft één manuaal, zeven registers en een aangehangen pedaal.

## Bijzonderheden
- Op het kerkhof rond de kerk ligt onder anderen de schrijver en predikant Alexander Lodewijk Lesturgeon begraven. Hij was een van de drie podagristen en stond aan de bakermat van de Drentstalige literatuur. Lesturgeon was van 1864 tot zijn overlijden in 1878 predikant van Zweeloo.
- Tijdens zijn verblijf in Drenthe maakte Vincent van Gogh een schets van de kerk (zie afbeelding).

## Fotogalerij

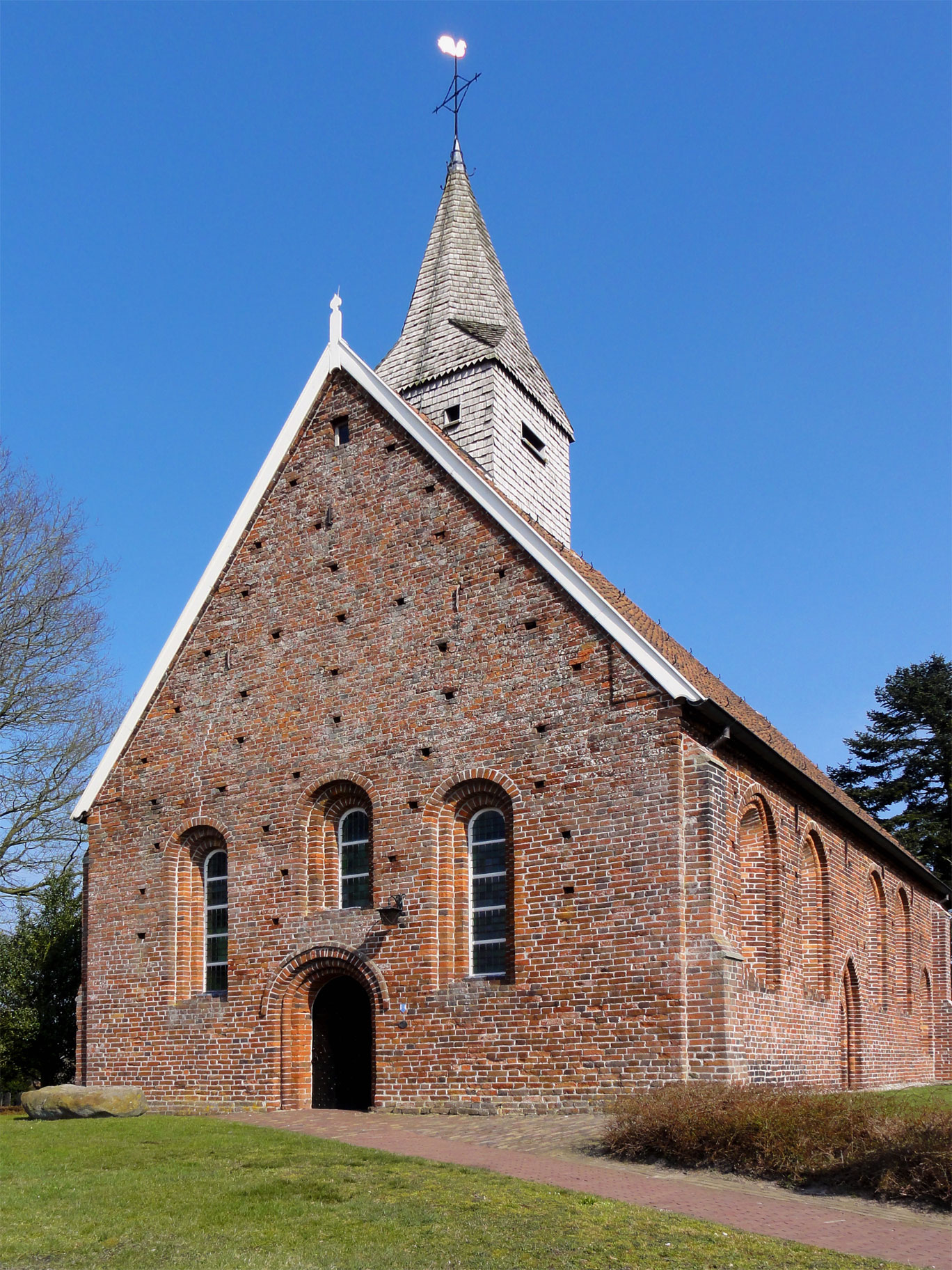
Kerk van Zweelo (west- en zuidzijde anno 2011)
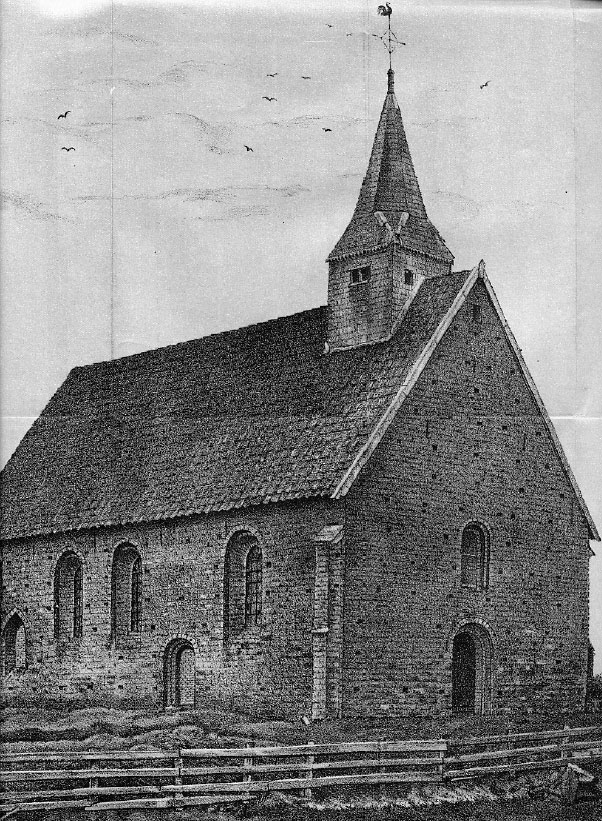
Kerk van Zweeloo omstreeks 1892 (west- en noordzijde)
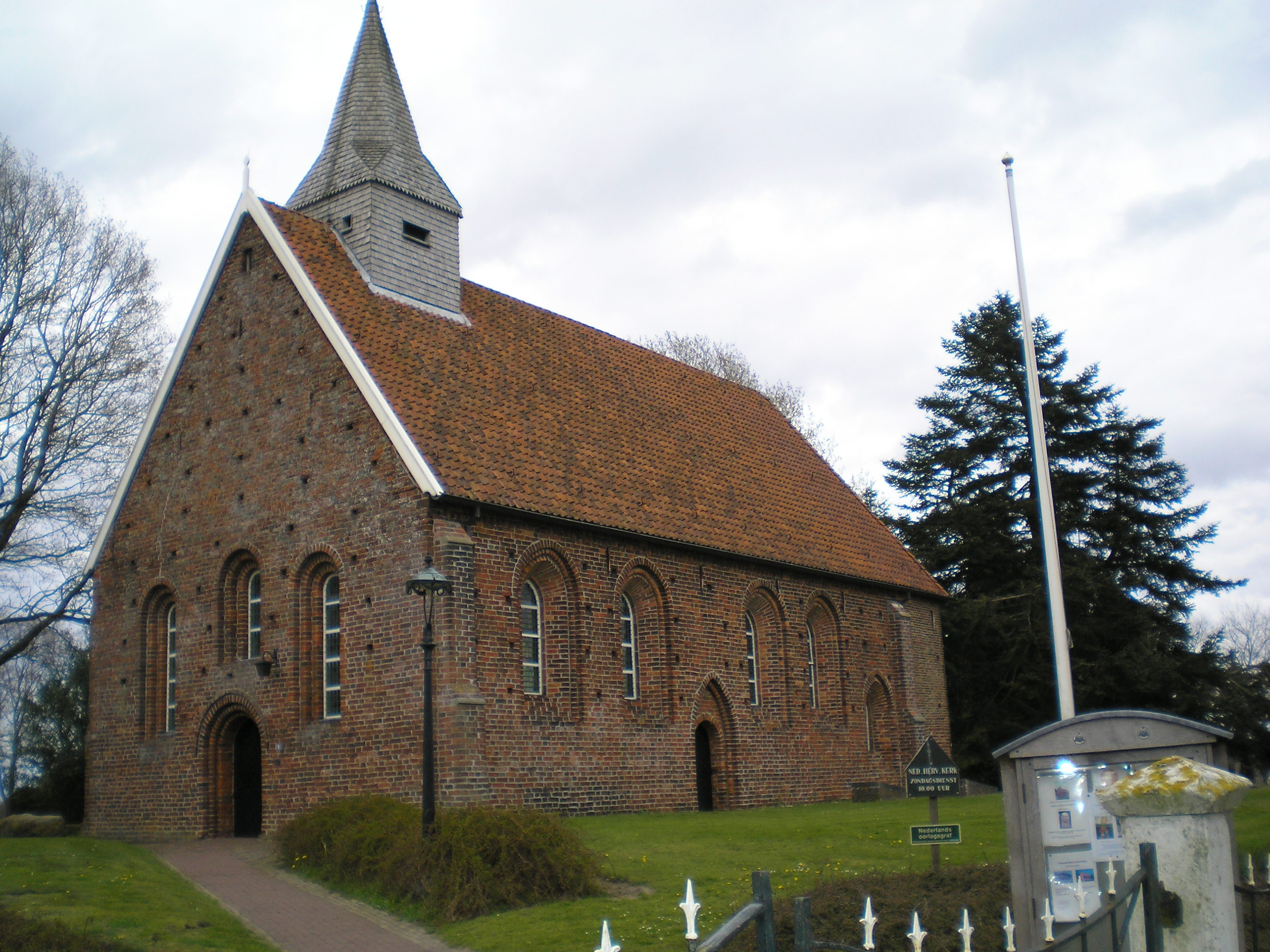
Hervormde kerk Zweeloo met het ernaast gelegen oorlogsgraf
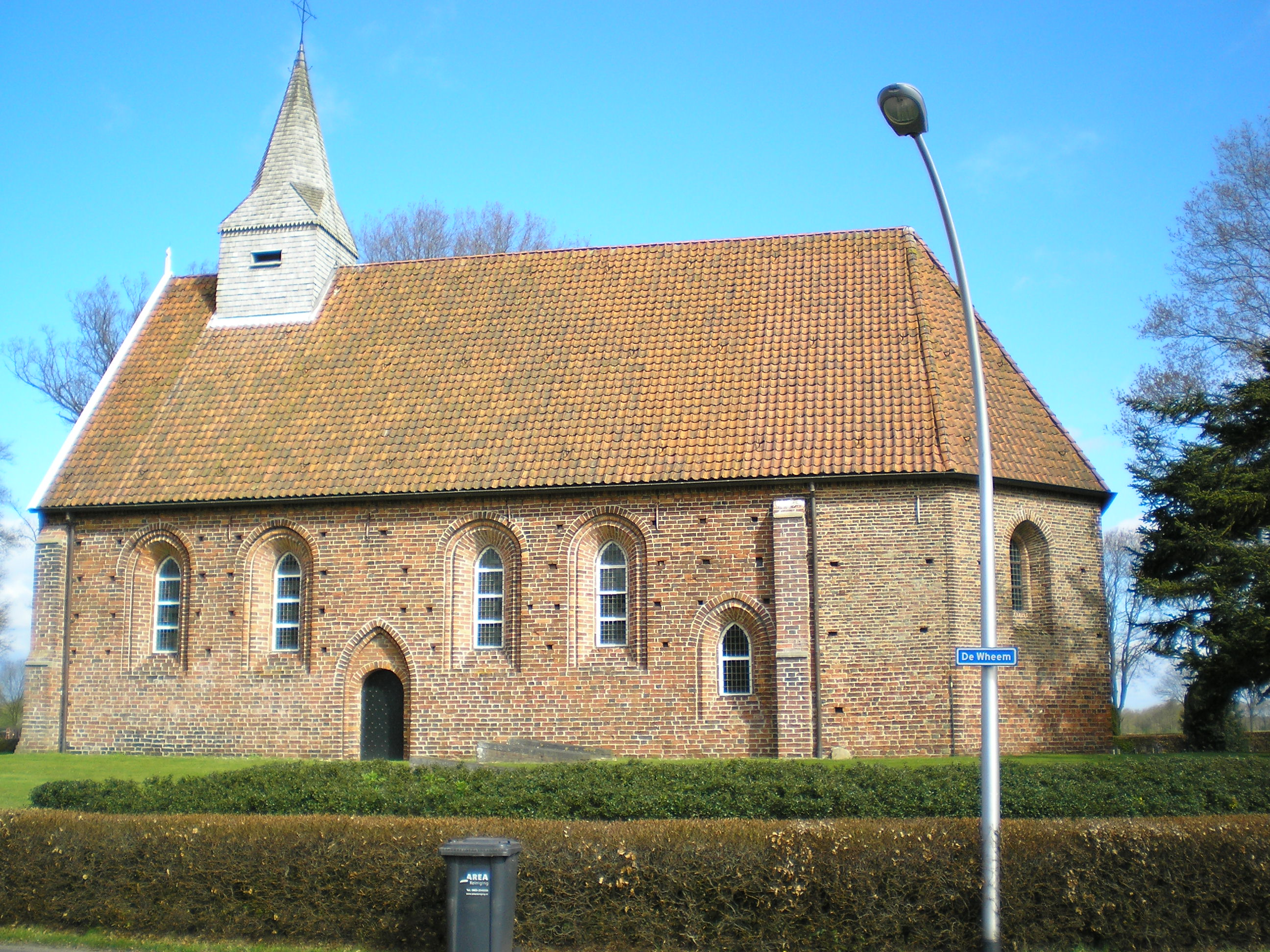
Hervormde kerk aan de Wheem 10 te Zweeloo
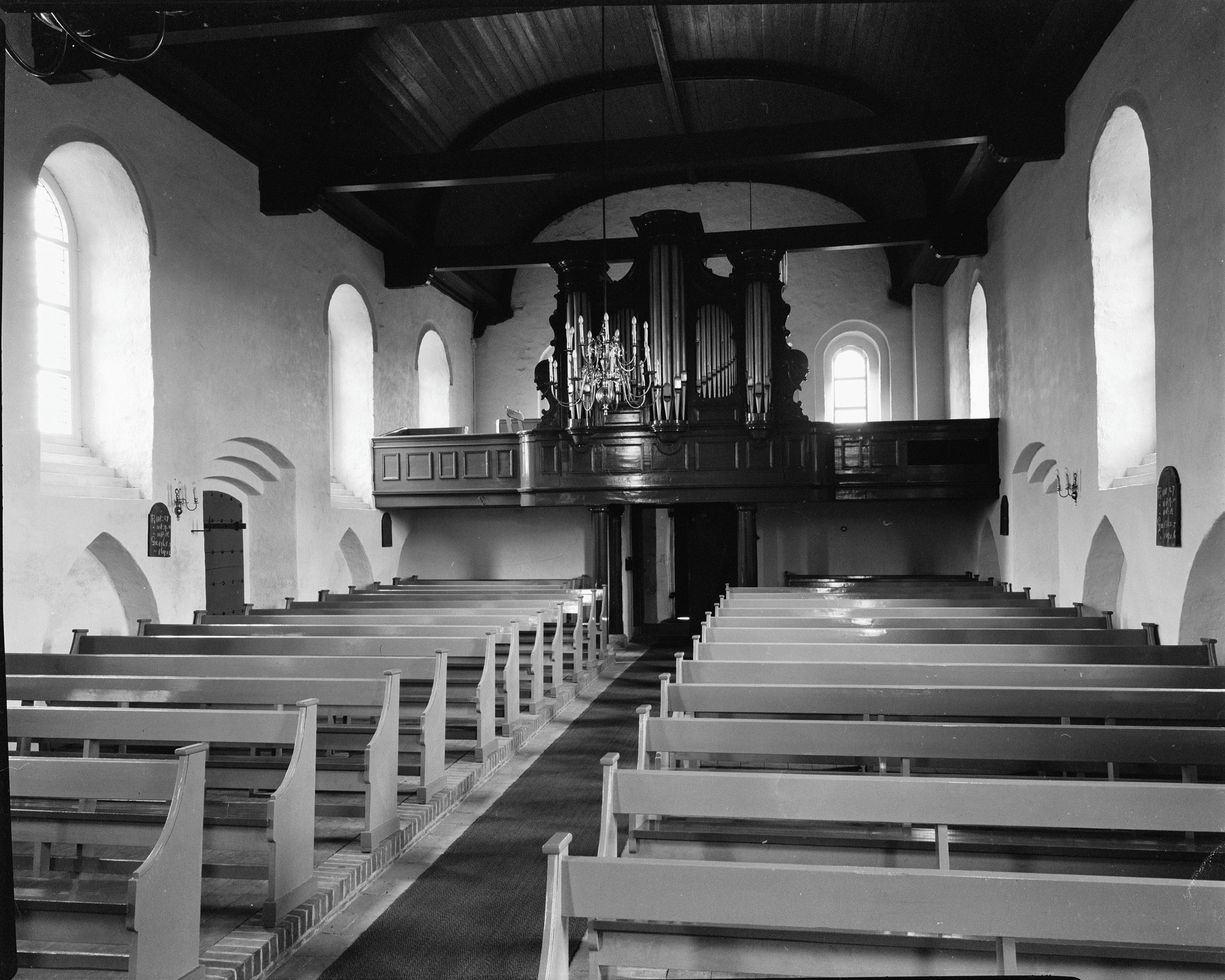
Interieur naar het westen met het orgel van Proper